# Reichsparteitagsgelände

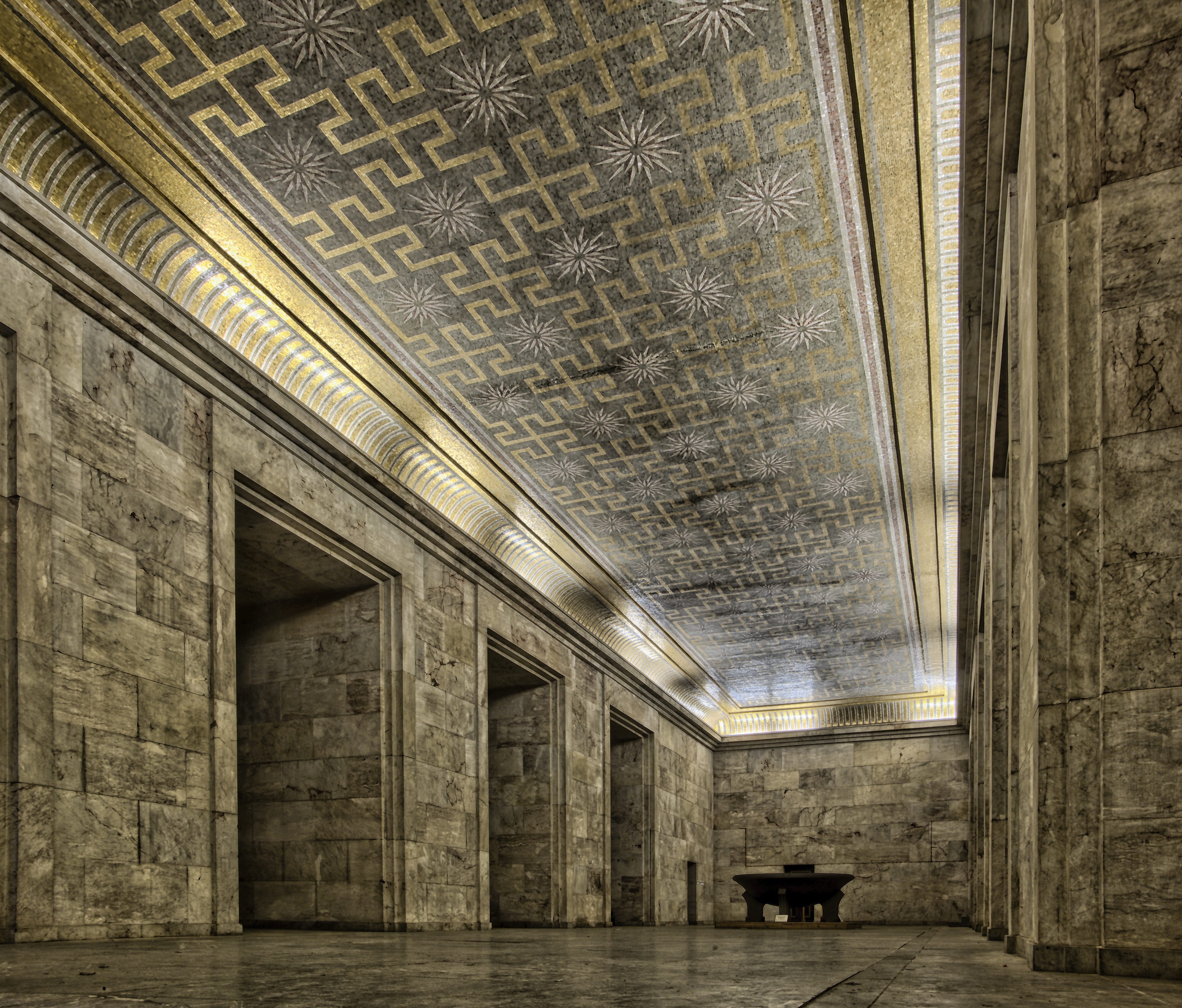
"Goldener Saal"

A Reichsparteitagsgelände (magyarul ~Birodalmi Pártgyűlések Területe) Nürnberg délkeleti előterében található, 16,5 km²-re kiterjedő nagyméretű terület, amelyen 1933 és 1938 között a Nemzetiszocialista Párt tartotta éves tömegrendezvényét, a Birodalmi Pártnapokat. A hatalmas terület különböző létesítményeit Albert Speer tervezte, legtöbbjük a második világháború kitörése miatt nem készült el. A befejezett épületek egy része napjainkban már romos, mások a város lakóit szolgáló közösségi funkciókat töltenek be.

## Története

### Városi szabadidőpark: a Dutzendteich
Az 1933-at megelőző évtizedekben a Nürnberg délkeleti előterében fekvő Dutzendteich terület fokozatosan a városi polgárok kikapcsolódását szolgáló pihenőhellyé alakult át. A 19. század végén sétányokat, strandfürdőt és kávéházakat építettek az erdős-ligetes területen. 1906-ban itt tartották a Bajorország gazdaságát és kultúráját bemutató országos kiállítást, ekkor épültek a tóparton 1936-ig álló világítótorony, illetve a kiállításnak helyet adó rendezvénycsarnokok. 1912-ben nyílt meg a nürnbergi állatkert. 1909. augusztus 28-án a Dutzendteictól délre ért földet Zeppelin gróf léghajója, amely azóta a Zeppelinfeld (Zeppelin-mező) nevet viseli. Az első világháború után a terület jó közlekedési kapcsolatainak és infrastruktúrájának köszönhetően tömegrendezvények kedvelt helyévé vált. A kiváló adottságú terület egyre inkább a város határain túlmutató vonzerőre tett szert. 1927-ben és 1929-ben itt tartották a Nemzetiszocialista Párt éves óriásrendezvényét, a Birodalmi Pártnapokat. A Dutzendteich környékét kiszemelték az 1936-os olimpiai játékok megrendezésére is, ám ezt a lehetőséget végül Berlin nyerte el. 1930-ban adták át az első világháborúban elesett német katonák emlékcsarnokát.

### A nemzetiszocializmus idején
A Nemzetiszocialista Párt 1933-as hatalomra jutását követően a területet fokozatosan a Birodalmi Pártnapokat szolgáló hatalmas rendezvényközponttá építették ki. Az újonnan felépített létesítmények grandiózusak, méretükkel és megjelenésükkel is a párt által képviselt világképet jelenítették meg. A Reichsparteitagsgelände nevet kapó területen 1939-ig gyors iramban folytak az építkezések, a háború kitörését követően azonban fokozatosan leállították a munkálatokat. A területen elkezdődött több nagyszabású, a későbbiekben meghatározónak szánt épület kivitelezése is, ám ezek egy része soha sem készült el.

### A háború után
A háború után a Birodalmi Pártnapok épületei használaton kívül maradtak. A terhes politikai örökség miatt a város és a kormányzat is tartózkodott attól, hogy bármire is használja a területet. A politikai elővigyázatosság mellett a létesítmények mérete is messze meghaladta azokat a léptékeket, amelyet egy polgári társadalom használ; az NSZK-ban nem tartottak katonai felvonulásokat, díszszemléket és harci játékokat, a pártok pedig kerülték a nemzeti érzéssel átfűtött tömegrendezvényeket. A terület kezelése igen kényes kérdés volt, hiszen az épületek lebontását a múlt elrejtésére tett kísérletként, míg azok felújítását, esetleges kiegészítését a nácikkal való azonosulásként értékelhette volna a közvélemény.

A terület egy részét hosszabb-rövidebb időre az amerikai csapatok sajátították ki, így az kiszorult a város életéből. Idővel a hatalmas terület egy-egy apró részének új funkciókat találtak, amelyek nem emlékeztettek annak egy polgári demokratikus köztársaság számára vállalhatatlan politikai múltjára. A Mars-mezőt építési területté nyilvánították, az korábbi felvonulási tereken koncerteket, autóversenyeket és miséket tartottak. 2001-ben a Kongresszusi csarnokban nyílt meg a Reichsparteitagsgelände múltjával foglalkozó ún. dokumentációs centrum. 2006 májusában adták át azt az információs táblarendszert, amely a terület múltját mutatja be az ide látogatóknak. A Reichsparteitagsgelände még meglévő része napjainkra Nürnberg vegyes, pihenést és szórakozást egyaránt szolgáló területévé strukturálódott át.

## Létesítmények

### Kongresszusi központ

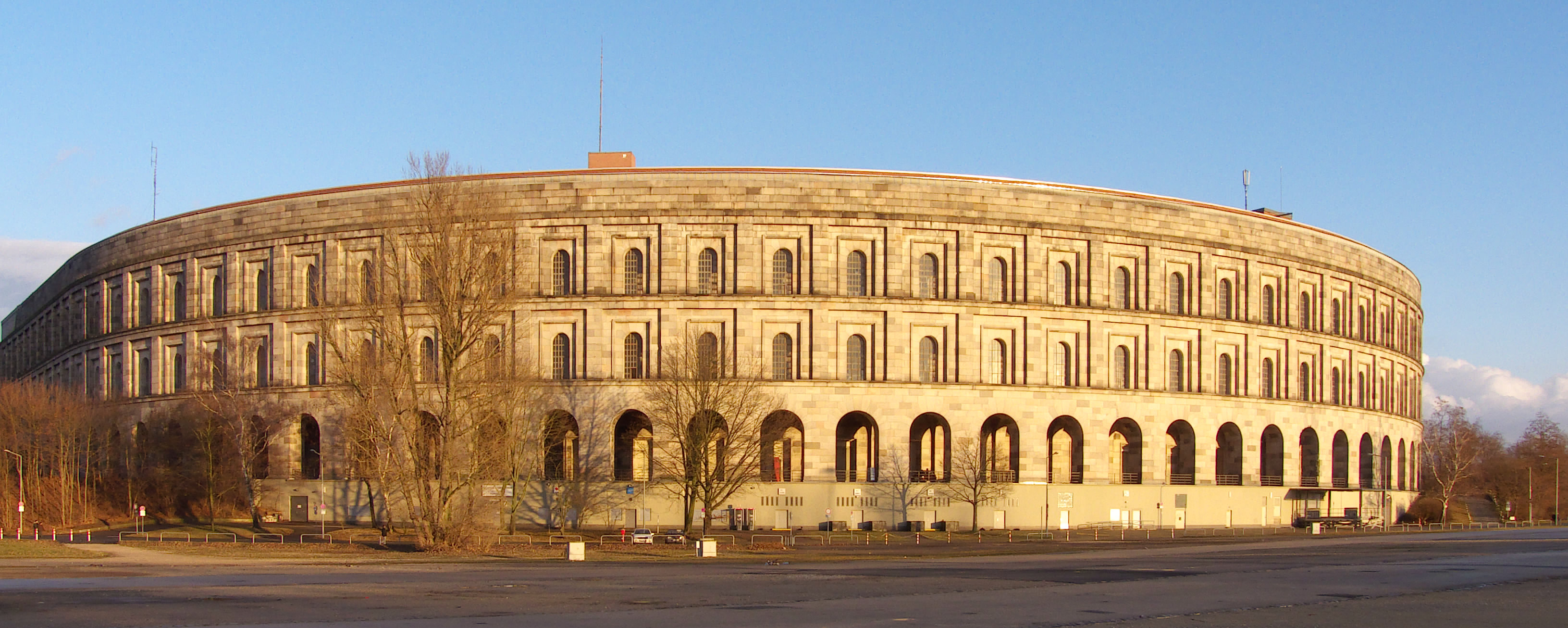
A kongresszusi központ 2008-ban

A nürnbergi kongresszusi központ (Kongreshalle) a legnagyobb nemzetiszocialista épület Németországban, napjainkban műemlékvédelem alatt áll. Az óriási U betű alakú épületet Ludwig és Franz Ruff nürnbergi építészek tervezték a náci párt számára. A kongresszusi központ nagyobb része téglából épült, az U betű külső peremén végigfutó árkádsort a „Birodalom minden vidékéről származó” gránittömbökkel burkolták. Az épület a római Colosseumra emlékeztet, alapkövét 1935-ben tették le, ám az épület soha nem készült el teljesen, az létesítmény eredetileg tervezett magassága 70 méter volt, ebből csak 39 méter valósult meg. Az épület nyitva áll a látogatók előtt.

### A Große Straße

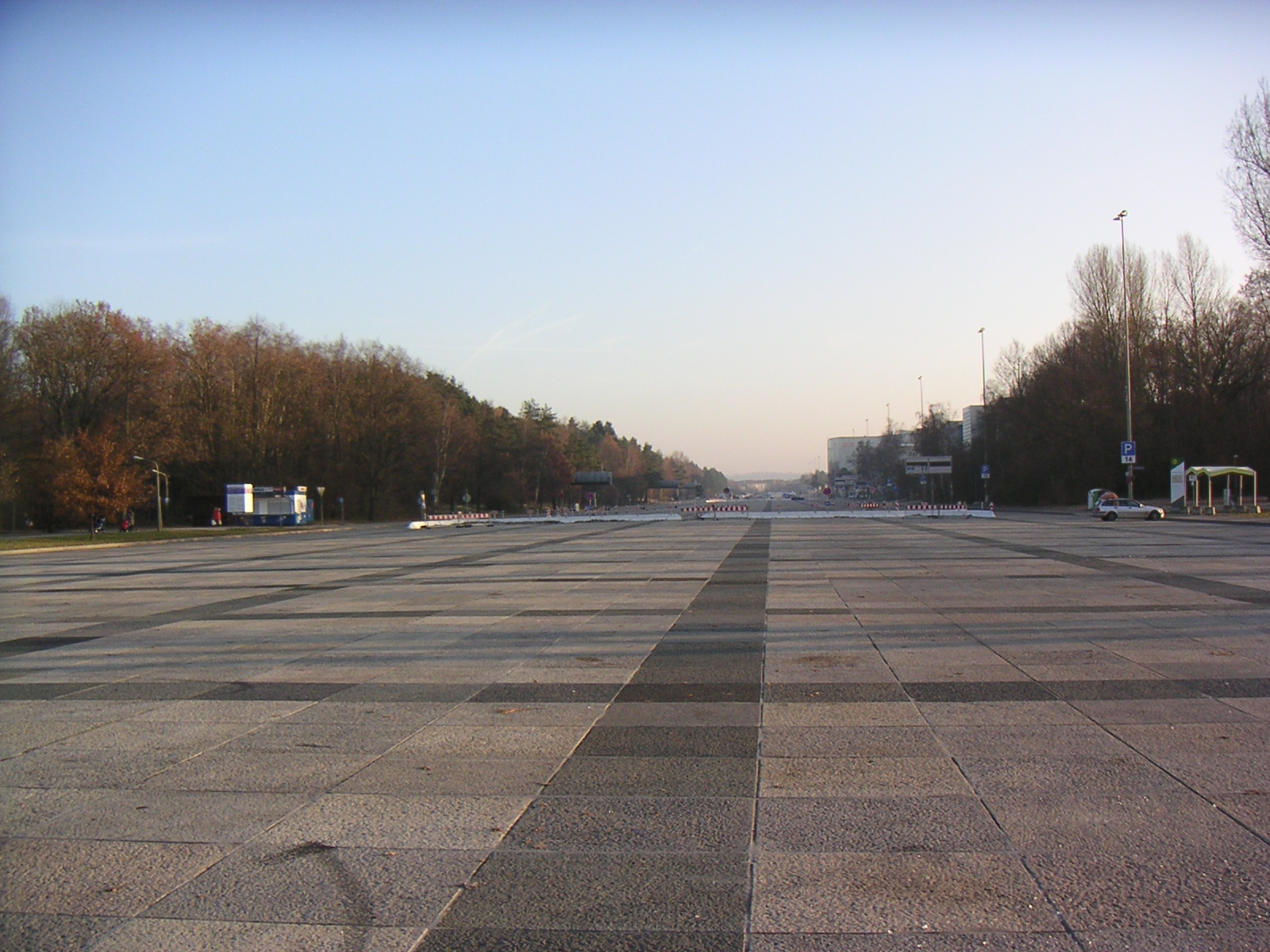
A Große Straße napjainkban

A Große Straße (magyar „Nagy út”) a Birodalmi Pártnapok területén keresztül futó nagyméretű, katonai díszszemlék számára épített létesítmény. A terület gerincén végigfutó út Nürnberg város beépített területének határán végződött, az utca vonalának folytatásában a középkori császári vár állt. Az út délen a Mars-mezőre tervezett katonai bemutatóterületnél ért véget. A Reichsparteitagsgelände különböző létesítményei a Große Straße mellett sorakoztak. Az út tervezett hossza 2 kilométer, ebből 1,5 km készült el 1939-ben. Szélessége változó, a legtöbb helyen 40, a középtájon felépített lelátók mellett 60 méterre hízik. A betonozott útalapra szürke és sötétszürke gránitnégyzeteket fektettek, a sötétebb vonalak a felvonulások során segítették a katonákat az alakzatok megtartásában. A gránitlapok oldalhosszúsága 1,2 méter, amely megfelel két porosz díszlépés hosszának, így azok figyelésével a díszelgők nem csak mozgásuk vonalát és sebességét, de lépéseik hosszát is könnyebben hangolták össze.
A Große Straße az 1939-es pártnapokra készült el, így hivatalosan egyetlen katonai felvonulást sem tartottak rajta. 1945-ben az amerikai csapatok repülőtérnek használták. Az út egy szakaszán ma parkoló működik.

### Luitpoldarena

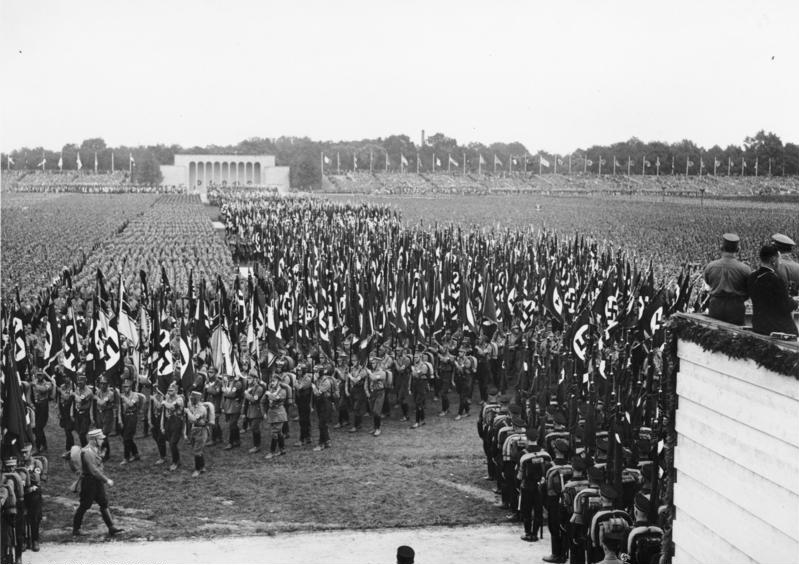
Az SA felvonulása 1933-ban

A Luitpoldhain parkjainak helyén alakult ki 1933-tól kezdve a jól tagolt, 84 000 m² területű Luitpoldarena. Az első világháborús emlékcsarnokkal átellenben egy szónoki emelvény épült, amelyet egy széles gránittal kövezett út kötött össze az emlékcsarnokkal. A Luitpoldarena keretében megváltozott az emlékcsarnok jelentősége is, míg korábban a háború idején elesett német hősök emlékének szentelték, addig a nemzetiszocialisták az 1923-as, kudarcba fulladt puccs során meghalt párttársaik emlékhelyévé tették. A Luitpoldarenában került sor a Birodalmi Pártnapok alkalmával 150 000, az SA és az SS kötelékébe tartozó katona felvonulására. A létesítmény legfőbb funkciója egy sajátos zászlószentelési ceremónia elvégzése volt. A pártnapok alkalmával egy külön ünnepség keretében az SS és SA új lobogóit hozzáérintették ahhoz a „vérlobogónak” (német Blutfahne) nevezett ereklyéhez, amely alatt az 1923-as elbukott puccs során a nemzetiszocialisták meneteltek. A ceremónia funkciója az volt, hogy a régi zászlóknak és harcosoknak az erejét illetve szellemiségét az újaknak átadja.

### Mars-mező
A Mars-mező (német Märzfeld) elnevezés a római Mars hadiistenre kívánt utalni, egyben megemlékezni az első világháború után eltörölt általános hadkötelezettség 1935-ös újbóli bevezetéséről. A 955×611 méteres hatalmas létesítményt a Wehrmacht számára tervezték, hogy az ott katonai bemutatókat tartson. A teret 150 000 fő befogadására alkalmas lelátók vették volna körbe, amelyek külső felülete erődre emlékeztetett. A lelátókat bástyaszerű fellobogózott tornyok tagolták volna. A Mars-mezőn elterülő gyakorlótér építése 1938-ban kezdődött, a 24 tervezett bástyából 11 készült el 1945 tavaszáig, a lelátók közül egy sem épült meg. 1966-ban a félkész és egyéb célokra nem használható létesítmény nagy részét visszabontották, ma már csak a tornyok alapjai láthatóak a Dutzententeich déli részén.

### Zeppelin-mező

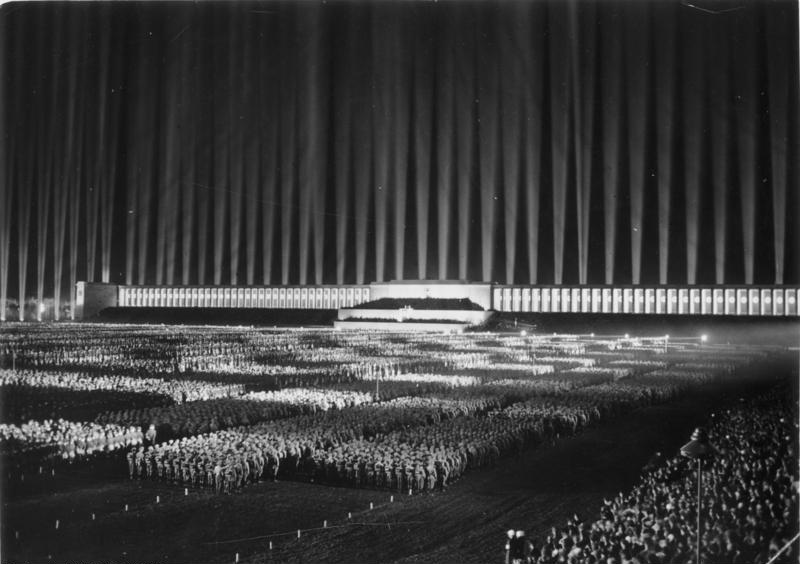
A Zeppelin-főtribün 1936-ban

A Zeppelin-mezőn 1933-tól kezdve Birodalmi Pártnapok keretében a hadsereg és a Birodalmi Munkaszolgálat tartotta bemutatóit, de itt folyt a Nemzetiszocialista funkcionáriusok ünnepélyes felesketése is. 1935-ben kezdődött a terület infrastruktúrájának kiépítése. Albert Speer tervei alapján az addig üres terület köré lelátókat építettek. A Zeppelin-mező északi szélén építették fel a mező látképét uraló Zeppelin-főtribünt (németül Zeppelinhaupttribüne), amelyet a pergamoni oltárról mintáztak. A főtribün közepén elhelyezkedő dísztribün mögötti épületben egy 300 m² alapterületű 8 méter magas csarnok található, amely a mennyezet csillogó mozaikjai miatt az Arany Csarnok (németül Goldener Saal) nevet kapta. Az arany csarnok előtt helyezkedett el a különleges díszvendégek számára megemelt lelátó. A díszlelátó előtt, abból kissé előreugorva kapott helyet a szónoki emelvény, amelyről Hitler intézett beszédet az összegyűltekhez. Az Arany Csarnok tetején egy hatalmas horogkeresztet helyeztek el 1937-ben.
A főtribünhöz két szárnyán árkádok csatlakoztak, amelyek alá légvédelmi célokra tervezett fényszórókat telepítettek. A légvédelmi fényszórókkal megvilágított oszlopsor két végpontját egy oltárszerű kiugró fal zárta le, amelynek tetején egy fémből készített óriásedényben az ünnepségek alkalmával tűz lobogott. A Zeppelin-főtribün szerkezete betonból és téglából készült, amelyet márványlapokkal borítottak. A zeppelin-mezei létesítmény lelátóin 70 000, rendezvényterén 250 000 ember fért el. A mező adott teret a Birodalmi Pártnapok legmonumentásisabb tömegrendezvényeinek. A szinte szakralitásba hajló rituálék a Pártnapok központi eseményeivé nőtték ki magukat.

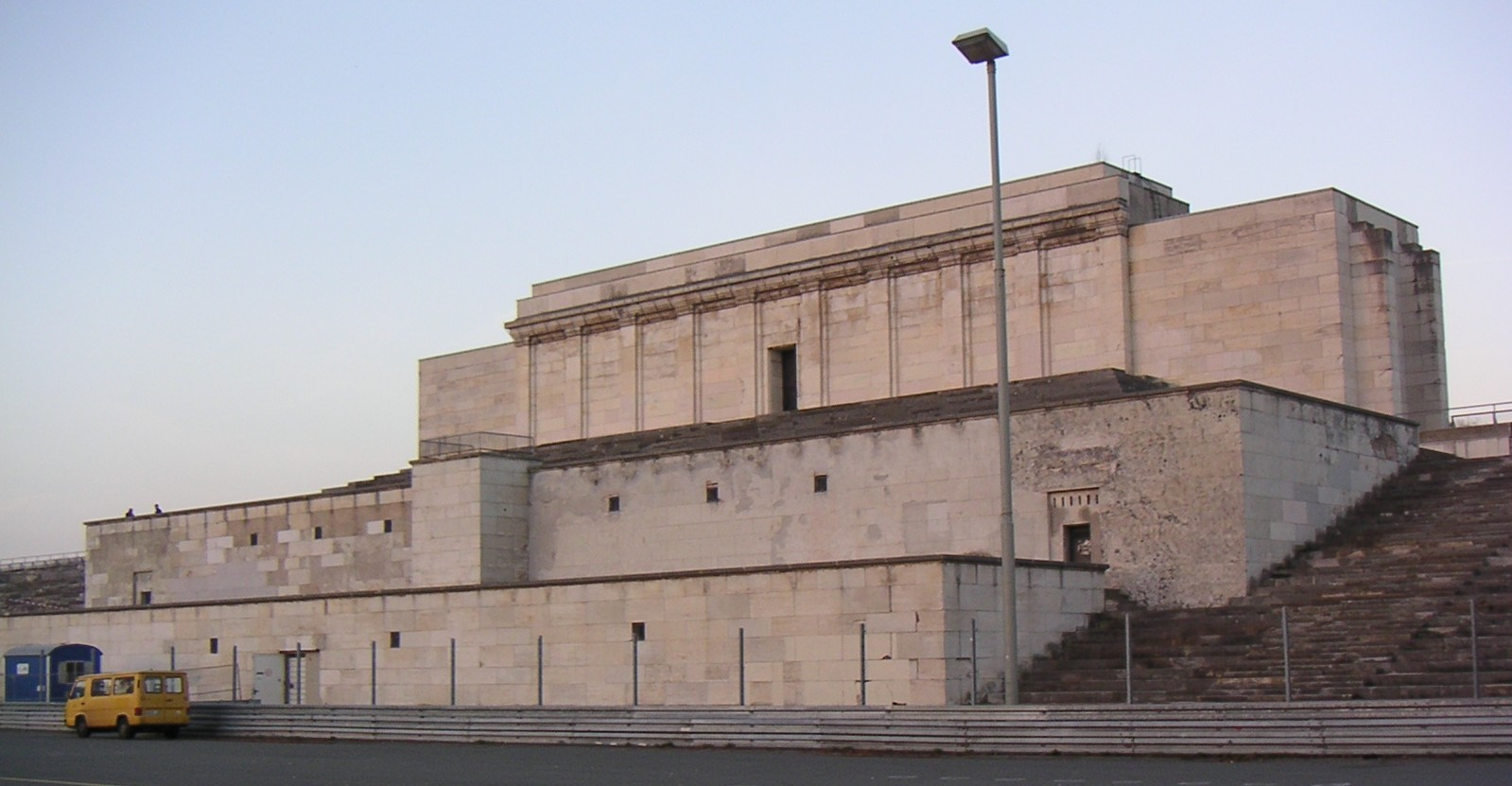
A Zeppelin-főtribün 2004-ben

1945 áprilisában az amerikai csapatok foglalták el a létesítményt. Az amerikai katonák előbb jelképes győzelmi felvonulást tartottak a náci templomként aposztrofált épületben, majd felrobbantották a Zeppelin-főtribün tetején elhelyezett hatalmas horogkeresztet. Az elkövetkező években a létesítmény elhagyatottan állt. Az 1960-as években megvizsgálták az épület állapotát és arra jutottak, hogy a hanyag építkezés és az 1945 óta elégtelen állagmegóvás miatt a főtribün az összedőlés határán van. 1967-ben felrobbantották a főtribünhöz két oldalról csatlakozó oszlopsort. Ez a megoldás azonban csak az életveszély elkerülésére volt elegendő. A 2000-es évekre újból az összedőlés határára került a főtribün megmaradt része. 2008-ban a nürnbergi városi tanács az épület gyors renoválásáról döntött. A munkák során eltávolították az 1967-ben belső lépcsőkön „ottfelejtett” bontási törmeléket, szigetelték az Arany Csarnok tetejét és megerősítették a tribün alapzatát.

### Luitpoldhalle

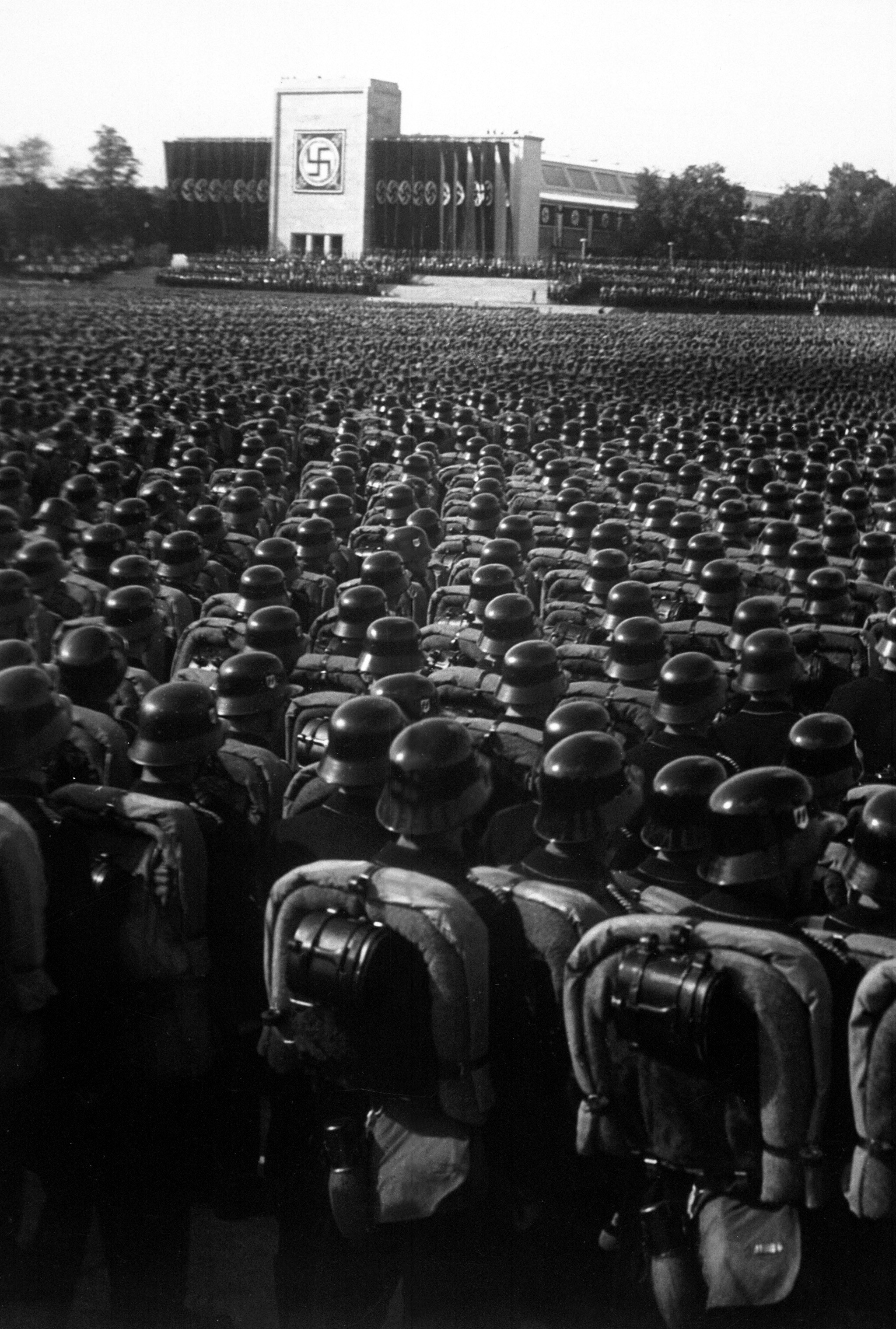
A Luitpoldhalle 1935-ben

A Luitpoldhalle egy 180×50 méteres csarnok volt, amelyben kisebb ünnepi rendezvényeket tarthattak. Az eredetileg kiállítási csarnokként funkcionáló épület 16 000 ember számára kínált helyet. Az 1906-ban szecessziós stílusban épült létesítmény nem illeszkedett a szomszédos Luiopoldarena hatalmas nyílt teréhez és a nemzetiszocialista jegyeket magán viselő építészeti stílusához. A Luitpoldhalle túlságosan szűk térnek számított a monumentalitást kedvelő nácik számára, a szecessziós stílus pedig ellenkezett a puritánságra törekvő nemzetiszocialista építészettel. A rendezvények alkalmával a csarnok külső és belső felületeit ügyesen elhelyezett lobogókkal dekorálták, amelyeknek feladata nem csak az épület eredeti stílusjegyeinek eltakarása volt, de a hallgatóság tekintetét is a csarnok egyik végében elhelyezett díszemelvény felé irányították. A nemzetiszocialisták nem tüntették el a stílusidegen épületet, 1933 és 1936 között itt építették meg a Európa akkori legnagyobb orgonáját. A Luitpoldhalle a háború végén egy bombázás alkalmával végzetes sérüléseket szenvedett. 1950-ben az épület maradványait lebontották, ma már csak a homlokzati lépcsősor látható. A csarnok helyén park, illetve a hozzá tartozó autóparkoló működik.

### A Hitlerjugend Stadionja
Az 1926 és 1928 között épült Városi stadion (német Städtisches Stadion) az 1928-as amszterdami olimpián városi épület kategóriában aranyérmet szerzett. A kor legmodernebbjei közé tartozó létesítmény a náciktól új nevet kapott, Hitlerjugend Stadionja (német Stadion der Hitlerjugend) néven a Birodalmi pártnapok keretében sorra kerülő Hitlerjugend-nap központjaként lett a Reichsparteitagsgelände része. A közelében tervezett Német Stadion miatt gyakran említették „régi stadion” néven. A stadionban 50 000 ember foglalhatott helyet. A Bauhaus jegyeit magán viselő épületet a nácik két fatoronnyal egészítették ki. 1945 után a stadion a várost megszálló amerikai csapatok sportpályája lett, majd többszöri átépítéssel modernizálták. Utoljára az 1980-as években esett át nagyobb bővítésen, pályáján az 1972-es müncheni olimpiai játékok labdarúgó-tornájának, és a 2006-os labdarúgó világbajnokság küzdelmei küzdelmei is helyet kaptak.

### Német Stadion

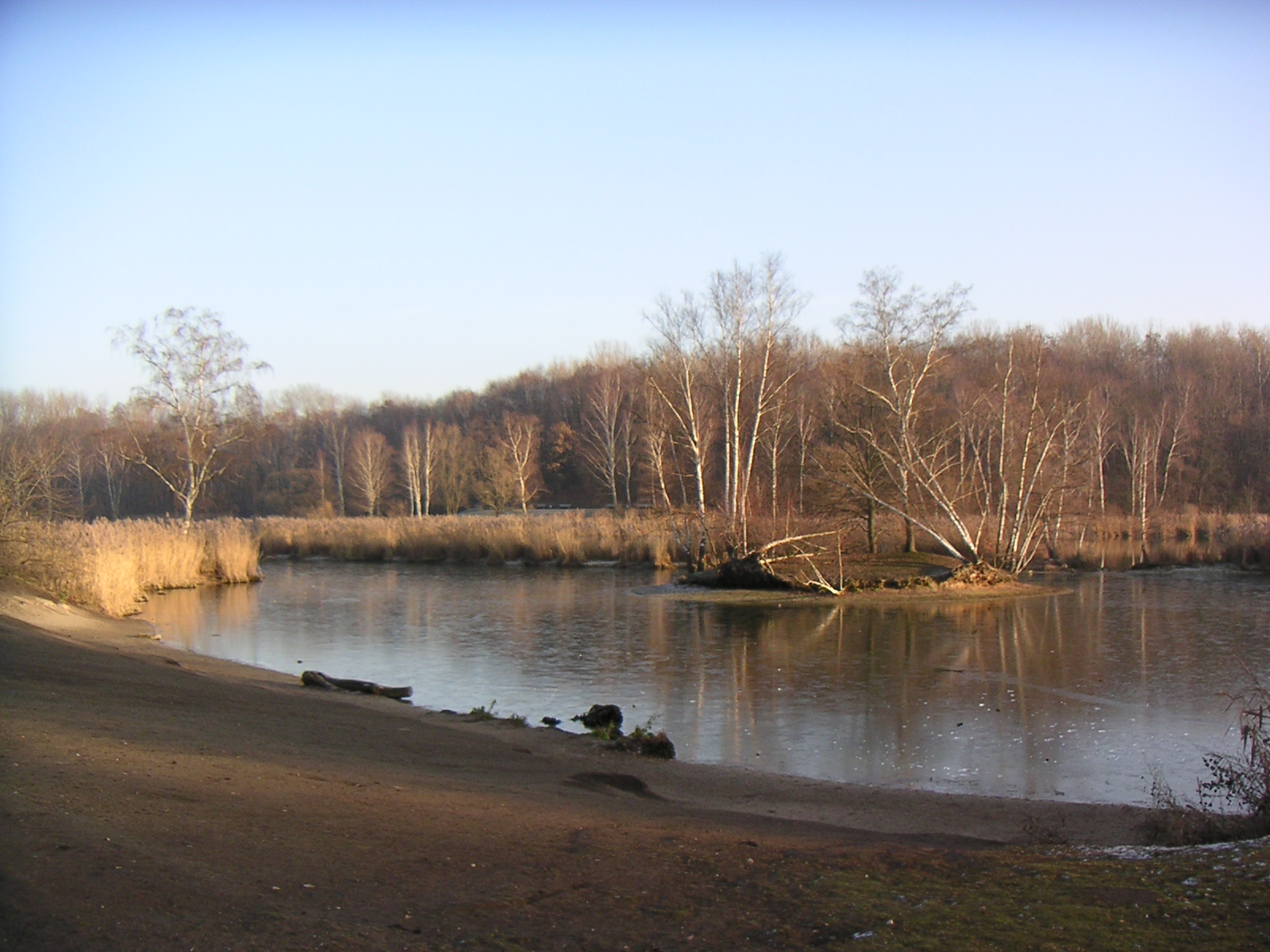
A világ legnagyobbjának tervezett stadion helye 2004-ben

A Német Stadion (németül Deutsches Stadion) volt a világ valaha tervezett legnagyobb sportlétesítménye. A 82 méter magas, 540×450 méter alapterületű létesítmény a nácik által tervezett Nemzetiszocialista Harci Játékok rendezvény központi helyszíne lett volna. Az Albert Speer által tervezett stadionban egyszerre 405 000 néző foglalhatott volna helyet. Az óriásaréna tervezésekor ókori létesítményeket tartottak szem előtt, mint a Circus Maximus vagy az olümpiai stadion. Az egyik oldalán nyitott stadionhoz előteréül egy 180×360 méteres nyitott térséget terveztek, amelyhez egy 150 fokból álló lépcsősor vezetett volna. Az épület monumentalitása lenyűgözte a pontosan erre vágyakozó nemzetiszocialistákat, Goebbels még személyes naplójában is méltatta a tervet. Az óriási épület arányait és biztonsági követelményeit maguk a tervezők sem tudták pontosan felmérni, ezért a Nürnberghez közeli Hirschbach-Oberklausen melletti hegyen felépítették három lelátó 1:1 arányú modelljét. A hegyoldalba épített lelátómodellnek napjainkban már csak az alapjai láthatóak, 2002-ben hatóságilag védetté nyilvánították őket.
A Német stadion építése 1937. szeptember 9-én, a Birodalmi Pártnapok alkalmával kezdődött el. Már az alapozáshoz szükséges gödör kiásása is hatalmas erőket igényelt, a háború kitöréséig nem is végeztek vele. A leendő stadion köré az építkezést kiszolgáló vágányhálózatot építettek. 1939-ben az építkezést leállították, hogy az ország a háborús erőfeszítésekre koncentrálhasson. 1945-re az építési területet kitöltötte a feltörő talajvíz. A stadion helyén keletkező tavat Silbersee-nek (magyar Ezüst-tó) nevezte el a népnyelv. A tó mellé 1945 és 1963 között egy 35 méter magas törmelékből és ipari hulladékból álló hegyet emeltek, amelyből az évtizedek alatt kénvegyületek mosódtak a tóba. A Német Stadion építőgödrét kitöltő mérgező vizű Silbersee napjainkban Nürnberg egyik legsúlyosabb környezeti problémája.

### Csatlakozó létesítmények

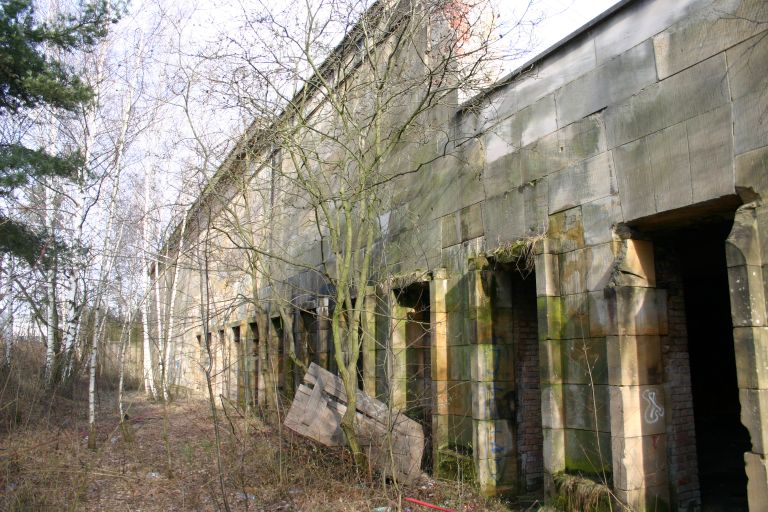
A Mars-mezei vasútállomás 2005-ben

A Reichsparteitagsgelände északi részén 1937-ben készült el az ún. KdF-város. A KdF-városban állították fel az 1936-os Berlini olimpiai játékokon az olimpiára felépített ideiglenes kiállítócsarnokokat, amelyekben a Pártnapok idején a különböző német régiók termékeit állították ki és szabadidős programokat is tartottak. A faépületek egy 1942-es bombatámadást követő tűzben megsemmisültek.
A pártnapok idején a tömeg, az év többi részében pedig az építőanyagok szállítása jelentette a rendezők és építtetők legnagyobb problémáinak egyikét. A terület szerencsés helyen, két vasútvonal találkozásánál fekszik, így a pártnapokra igyekvők szinte közvetlenül úticéljuk mellett szállhattak le a vonatról. A pártnapok létesítményeit négy vasútállomás (Nürnberg Hauptbahnhof, Dutzendteich, Rangierbahnhof és az 1938-ban külön a pártnapok számára létesített Märzfeld) szolgálták ki. A háború után a vasútállomások környékét beépítették, így azok elővárosi funkciót kaptak, 1987-ben a nürnbergi tömegközlekedés átszervezése után megszűntek.
A területet kezelők számára folyamatos problémát jelentett az építkezéseken dolgozó nagyszámú munkás, illetve a pártnapokra érkező vendégáradat elszállásolása. A Mars-mezőtől délkeletre elterülő hatalmas erdőben az egyes párt- és állami szervezetek saját sátortáborai kaptak helyet, itt volt a Hitlerjugend, az SA és az SS, és az NSKK sátortábora. E helyen ma már Nürnberg Langwasser nevű külvárosa áll. Tőlük délre, a mai Moorenbrunn városrész helyén a Wehrmacht és a Birodalmi Munkaszolgálat sátortáborai helyezkedtek el. A Reichsparteitagsgelände keleti oldalán 1939-ben nyílt meg az építkezésen dolgozó Német Munkafront szervezet munkásszállója. A nyolc egymásba fonódó épületből álló komplexumot a második világháború idején lebombázták, 1945-ben a súlyos károk ellenére renoválták és amerikai laktanyaként, később idősek otthonaként működött tovább. Az épületcsoport legeldugottabb tagjait hajléktalanszállóként hasznosították 2009-ig. 1936-ban az SS jelentette be igényét egy önálló laktanyára a rendezvényközpont közelében. A kongresszusi központ közelében felhúzott SS-laktanya 1940-re épült fel, a háború vége után amerikai csapatok bázisa lett. 1995 óta német állami szervek működnek benne, köztük a Német Bevándorlási és Menekültügyi Hivatal. A munkásszálló közelében áll az egész Reichsparteitagsgelände talán legjobb állapotában fennmaradt épülete, a Trafostation. A trafóállomást 1934-ben építették, hogy a pártnapi létesítmények áramellátásáról gondoskodjon. 1945-ben Nürnberg város tulajdonába került, amely működtetésre a helyi áramszolgáltatónak adta át. A trafóállomás egészen 1998-ig szolgálta a környék elektromos ellátását. Napjainkban szolgáltatóközpontként működik, egy tornaterem és egy gyorsétkezde működik benne.

## Fordítás
- Ez a szócikk részben vagy egészben a Reichsparteitagsgelände című német Wikipédia-szócikk ezen változatának fordításán alapul.  Az eredeti cikk szerkesztőit annak laptörténete sorolja fel. Ez a jelzés csupán a megfogalmazás eredetét és a szerzői jogokat jelzi, nem szolgál a cikkben szereplő információk forrásmegjelöléseként.

## Külső hivatkozások
- Geoff Walden: The Third Reich in Ruins (angol nyelven). thirdreichruins.com, 2009. február 28. (Hozzáférés: 2009. június 30.)
- Dokumentationszentrum Reichsparteitagsgelände (német nyelven). Nürnberg város honlapja. [2009. július 6-i dátummal az eredetiből archiválva]. (Hozzáférés: 2009. július 2.)
- Arne Marenda: Bauten in Nürnberg 1933-1945 (német nyelven). www.bauzeugen.de. [2009. március 3-i dátummal az eredetiből archiválva]. (Hozzáférés: 2009. július 2.)